# M. S. Subbulakshmi
Madurai Shanmukhavadivu Subbulakshmi (tamilski மதுரை சண்முகவடிவு சுப்புலட்சுமி; 16. rujna 1916. — 11. prosinca 2004.) bila je indijska pjevačica. Rođena u Maduraiju, Subbulakshmi je bila jedna od najpoznatijih indijskih glazbenica te unuka sviračice Akkammal.
Godine 1936.,Subbulakshmi se preselila u Madras, a 1938. objavljen je film Sevasadanam, u kojem je Subbulakshmi glumila.
Subbulakshmin je suprug bio Kalki Sadasivam.

## Nagrade
- Padma Bhushan[3]
- Sangeet Natak Akademi Award
- Sangeetha Kalanidhi
- Padma Vibhushan[3]
- Sangeetha Kalasikhamani
- Kalidas Samman
- Bharat Ratna